# Ecuación de cuarto grado

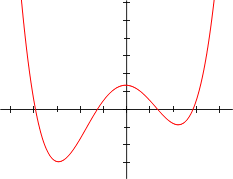
Gráfico de una función polinómica de cuarto grado.

En álgebra, una ecuación de cuarto grado o ecuación cuártica con una incógnita es una ecuación algebraica que asume la llamada forma canónica:
| Ecuación de cuarto grado {\displaystyle ax^{4}+bx^{3}+cx^{2}+dx+e=0\;,\quad a\neq 0} |

donde a, b, c, d y e (siendo {\displaystyle a\neq 0}) son números que pertenecen a un cuerpo, usualmente a los racionales {\displaystyle \mathbb {Q} } y ocasionalmente son los números reales o los complejos {\displaystyle \mathbb {C} }.

## Caso general
Sea K un cuerpo, donde se pueden extraer raíces cuadradas y cúbicas y por lo tanto también de cuarto orden, pues equivale a extraer raíces cuadradas dos veces seguidas.
En este cuerpo, es posible factorizar por todo a, y la identidad siguiente es válida:
{\displaystyle (a-b)^{4}=a^{4}-4a^{3}b+6a^{2}b^{2}-4ab^{3}+b^{4}\,}.
En un cuerpo algebraicamente cerrado, se sabe que todo polinomio de grado 4 tiene cuatro raíces. Es el caso del cuerpo de los complejos, según el Teorema Fundamental del Álgebra.

### Ecuación cuártica en cuerpo finito
- Resolver la ecuación en el conjunto {0,1,2,3,4,5,6,7,8,9,10}

{\displaystyle x^{4}-x^{2}-240=0}
una raíz en el conjunto finito de los restos de enteros de módulo 11, o sea F[11] es
{\displaystyle x=4}
Mediante la división sintética queda {\displaystyle (x+1)(x^{3}-x^{2})-240=0}

### Características
- Si el término independiente tiene signo - tiene por lo menos una raíz real.
- Si el número complejo {\displaystyle z=a+bi} es la raíz de una ecuación cuártica, también lo es su conjugado {\displaystyle z'=a-bi}.
- La gráfica de una función polinómica (generatriz de ecuación) corta al eje X en 0, 1, 2, 3 o 4 puntos.

### Un caso sencillo
Esta ecuación cuártica
{\displaystyle x^{4}+x^{3}+x^{2}+x+1=0,}
que es unitaria, como polinomio para valores reales nunca se anula.
Por lo tanto sus cuatro raíces son complejas, en pares de conjugados. Precisamente la raíces quintas primitivas de la unidad. Estructuradas sobre la base de seno y coseno de {\displaystyle {\frac {2\pi }{5}}} radianes y sus múltiplos hasta el cuarto.

## Métodos resolutivos
Existen métodos resolutivos para resolver ecuaciones de cuarto grado, con los cuales podemos llegar a las soluciones de éstas, por lo que el conjunto de los números reales no es algebraicamente cerrado, resultando siempre en cuatro soluciones, comúnmente en dos soluciones reales y dos soluciones complejas conjugadas (pero no siempre puede resultar así). Se puede aproximar las soluciones de la ecuación con el método de Newton-Raphson, pero solo se obtendrá una de las soluciones reales, haciendo que este método resulte muy desventajoso por sus limitaciones en el contexto del cálculo infinitesimal.

### Factorización
Sea {\displaystyle P(x)=ax^{4}+bx^{3}+cx^{2}+dx+e} el polinomio al que se quiere hallar sus raíces cuyos coeficientes son enteros, consideremos a un factor lineal {\displaystyle Q(x)=qx-p} como uno de los divisores de dicho polinomio, donde es posible hallar un cociente {\displaystyle R(x)} de tercer grado que puede ser resuelto aplicando factorización nuevamente, o resolviéndolo por el método de Cardano (si dicho cociente cúbico es irreducible por factores racionales). Al efectuar la división de {\displaystyle P(x)} y {\displaystyle Q(x)}, obtenemos el cociente {\displaystyle R(x)} dado por
{\displaystyle R(x)={\frac {a}{q}}x^{3}+{\frac {bq+ap}{q^{2}}}x^{2}+{\frac {cq^{2}+bpq+ap^{2}}{q^{3}}}x+{\frac {dq^{3}+cpq^{2}+bp^{2}q+ap^{3}}{q^{4}}}},
cuyo residuo resultante es:
{\displaystyle S(x)={\frac {eq^{4}+dpq^{3}+cp^{2}q^{2}+dp^{3}q+ap^{4}}{q^{4}}}},
por lo que si {\displaystyle S(x)=0}, entonces {\displaystyle x_{1}={\frac {p}{q}}} es una raíz racional de {\displaystyle P(x)} y por tanto, es una división exacta. Sin embargo, si {\displaystyle S(x)\neq 0}, entonces {\displaystyle P(x)} es un polinomio irreducible, y debe resolverse por métodos alternativos.

### Método de Ferrari
Sea la ecuación cuártica
{\displaystyle ax^{4}+bx^{3}+cx^{2}+dx+e=0},
Se reduce a la forma mónica dividiendo por {\displaystyle a}:
{\displaystyle x^{4}+Bx^{3}+Cx^{2}+Dx+E=0},
donde
{\displaystyle B={\frac {b}{a}},C={\frac {c}{a}},D={\frac {d}{a}},E={\frac {e}{a}}}
Su ecuación cúbica resolvente es:
{\displaystyle y^{3}-Cy^{2}+(BD-4E)y+(4CE-B^{2}E-D^{2})=0},
que puede ser resuelta por el método de Cardano, donde {\displaystyle y} es considerada una raíz real de esta (sin importar si es una raíz real positiva o negativa), siendo de primera prioridad la primera raíz. No obstante, la naturaleza de las raíces de la ecuación cúbica resolvente determinará las soluciones de la ecuación original, considerando las siguientes posibilidades:
- 1) Si la ecuación cúbica resolvente tiene una raíz real, la ecuación cuártica tendrá dos soluciones reales y dos soluciones complejas conjugadas.
- 2) Si la ecuación cúbica resolvente tiene dos o tres raíces reales, la ecuación cuártica tendrá cuatro soluciones de manera aleatoria definidas así:
  - a) Cuatro soluciones reales distintas.
  - b) Dos pares de soluciones complejas conjugadas.
  - c) Dos raíces reales dobles.
  - d) Una raíz real simple y una raíz real triple.
  - e) Una raíz real cuádruple.
  - f) Una raíz real doble y dos soluciones complejas conjugadas.
  - g) Dos raíces complejas conjugadas dobles.
  - h) Una raíz real doble y dos raíces reales simples.

Una vez obtenemos la raíz positiva de la ecuación cúbica resolvente, calculamos los siguientes valores:
{\displaystyle m={\sqrt {{\frac {B^{2}}{4}}-C+y}}}
{\displaystyle n={\sqrt {{\frac {y^{2}}{4}}-E}};\;\qquad Si\qquad m=0}
{\displaystyle n={\frac {2D-By}{4m}};\;\qquad Si\qquad m\neq 0}
De estos valores, resolveremos dos ecuaciones cuadráticas:
{\displaystyle x^{2}+\left({\frac {B}{2}}+m\right)x+\left({\frac {y}{2}}-n\right)=0}
{\displaystyle x^{2}+\left({\frac {B}{2}}-m\right)x+\left({\frac {y}{2}}+n\right)=0}
Al resolverlas por la fórmula cuadrática, obtenemos las soluciones de la ecuación cuártica original:
{\displaystyle {\begin{cases}x_{1}={\frac {1}{2}}\left[\left(-{\frac {B}{2}}-m\right)+{\sqrt {{\frac {B^{2}}{4}}+Bm+m^{2}-2y-4n}}\right]\\x_{2}={\frac {1}{2}}\left[\left(-{\frac {B}{2}}-m\right)-{\sqrt {{\frac {B^{2}}{4}}+Bm+m^{2}-2y-4n}}\right]\\x_{3}={\frac {1}{2}}\left[\left(-{\frac {B}{2}}+m\right)+{\sqrt {{\frac {B^{2}}{4}}-Bm+m^{2}-2y+4n}}\right]\\x_{4}={\frac {1}{2}}\left[\left(-{\frac {B}{2}}+m\right)-{\sqrt {{\frac {B^{2}}{4}}-Bm+m^{2}-2y+4n}}\right]\end{cases}}}

### Método de Descartes
Sea la ecuación cuártica
{\displaystyle ax^{4}+bx^{3}+cx^{2}+dx+e=0}
Dividimos la ecuación inicial por la componente cuártica, obtenemos:
{\displaystyle x^{4}+{\frac {b}{a}}x^{3}+{\frac {c}{a}}x^{2}+{\frac {d}{a}}x+{\frac {e}{a}}=0\,}
Procedemos a realizar una transformación de Tschirnhaus, es decir, sustituir {\displaystyle x=w-{\frac {b}{4a}}\,} para convertirla en su forma reducida:
{\displaystyle w^{4}+jw^{2}+kw+l=0\,},
cuyas componentes se dan por:
{\displaystyle j={\frac {c}{a}}-{\frac {3b^{2}}{8a^{2}}}={\frac {8ac-3b^{2}}{8a^{2}}}}
{\displaystyle k={\frac {d}{a}}-{\frac {bc}{2a^{2}}}+{\frac {b^{3}}{8a^{3}}}={\frac {b^{3}-4abc+8a^{2}d}{8a^{3}}}}
{\displaystyle l={\frac {e}{a}}-{\frac {bd}{4a^{2}}}+{\frac {b^{2}c}{16a^{3}}}-{\frac {3b^{4}}{256a^{4}}}={\frac {256a^{3}e-64a^{2}bd+16ab^{2}c-3b^{4}}{256a^{4}}}}
La ecuación cúbica resolvente del método de Descartes es:
{\displaystyle y^{3}+2jy^{2}+(j^{2}-4l)y-k^{2}=0\,}
No obstante, a diferencia de la ecuación cúbica resolvente del método de Ferrari, una de sus raíces reales debe ser positiva, con la que resolveremos dos ecuaciones cuadráticas:
{\displaystyle w^{2}+{\sqrt {y}}w+{\frac {j+y-{\frac {k}{\sqrt {y}}}}{2}}=0}
{\displaystyle w^{2}-{\sqrt {y}}w+{\frac {j+y+{\frac {k}{\sqrt {y}}}}{2}}=0}
Al resolverlas por la fórmula cuadrática, entonces las soluciones de la ecuación cuártica reducida son (ordenándolas por signos positivos y negativos):
{\displaystyle {\begin{cases}w_{1}={\frac {1}{2}}\left({\sqrt {y}}+{\sqrt {-y-2j-{\frac {2k}{\sqrt {y}}}}}\right)\\w_{2}={\frac {1}{2}}\left({\sqrt {y}}-{\sqrt {-y-2j-{\frac {2k}{\sqrt {y}}}}}\right)\\w_{3}={\frac {1}{2}}\left(-{\sqrt {y}}+{\sqrt {-y-2j+{\frac {2k}{\sqrt {y}}}}}\right)\\w_{4}={\frac {1}{2}}\left(-{\sqrt {y}}-{\sqrt {-y-2j+{\frac {2k}{\sqrt {y}}}}}\right)\end{cases}}}
Como el objetivo es encontrar las soluciones de la ecuación original, utilizamos la siguiente fórmula:
{\displaystyle x_{n}=w_{n}-{\frac {b}{4a}}\qquad \mathrm {donde} \qquad n=1,2,3,4.}
Por tanto, reemplazamos {\displaystyle w} en la fórmula para {\displaystyle n=1,2,3,4}:
{\displaystyle {\begin{cases}x_{1}={\frac {1}{2}}\left({\sqrt {y}}+{\sqrt {-y-2j-{\frac {2k}{\sqrt {y}}}}}\right)-{\frac {b}{4a}}\\x_{2}={\frac {1}{2}}\left({\sqrt {y}}-{\sqrt {-y-2j-{\frac {2k}{\sqrt {y}}}}}\right)-{\frac {b}{4a}}\\x_{3}={\frac {1}{2}}\left(-{\sqrt {y}}+{\sqrt {-y-2j+{\frac {2k}{\sqrt {y}}}}}\right)-{\frac {b}{4a}}\\x_{4}={\frac {1}{2}}\left(-{\sqrt {y}}-{\sqrt {-y-2j+{\frac {2k}{\sqrt {y}}}}}\right)-{\frac {b}{4a}}\end{cases}}}

## Relaciones de Cardano-Vieta
Por otro lado, si utilizamos las relaciones de Cardano-Vieta en las soluciones de la ecuación cuártica original, podemos tener las componentes cúbica, cuadrática, lineal y el término independiente en la ecuación original:
{\displaystyle {\begin{cases}x_{1}+x_{2}+x_{3}+x_{4}=-{\frac {b}{a}}\\x_{1}x_{2}+x_{1}x_{3}+x_{1}x_{4}+x_{2}x_{3}+x_{2}x_{4}+x_{3}x_{4}={\frac {c}{a}}\\x_{1}x_{2}x_{3}+x_{1}x_{2}x_{4}+x_{1}x_{3}x_{4}+x_{2}x_{3}x_{4}=-{\frac {d}{a}}\\x_{1}x_{2}x_{3}x_{4}={\frac {e}{a}}\end{cases}}}

## Casos especiales

### Ecuaciones bicuadradas
Éstas son un caso particular de las anteriores, cuya forma polinómica es:
{\displaystyle ax^{4}+cx^{2}+e=0}
Para resolver estas ecuaciones tan solo hay que hacer el cambio de variable {\displaystyle x^{2}=t}, con lo que nos queda:
{\displaystyle at^{2}+ct+e=0}
El resultado resulta ser una ecuación de segundo grado que podemos resolver usando la fórmula cuadrática:
Se deshace el cambio de variable para obtener las cuatro soluciones:
{\displaystyle x_{1}=+{\sqrt {t_{1}}}}
{\displaystyle x_{2}=-{\sqrt {t_{1}}}}
{\displaystyle x_{3}=+{\sqrt {t_{2}}}}
{\displaystyle x_{4}=-{\sqrt {t_{2}}}}

### Obtención de una ecuación a partir de una raíz
Sea {\displaystyle x_{0}} una raíz cuyo valor se conoce:
| {\displaystyle x={\sqrt {2+{\sqrt {2}}}}} |
| Deshaciendo raíces con potencias: {\displaystyle x^{2}=2+{\sqrt {2}}} {\displaystyle x^{2}-2={\sqrt {2}}} {\displaystyle (x^{2}-2)^{2}=2} {\displaystyle x^{4}-4x^{2}+2=0} Las otras raíces son: {\displaystyle x_{2}=-{\sqrt {2+{\sqrt {2}}}}}, {\displaystyle x_{3}={\sqrt {2-{\sqrt {2}}}}} y {\displaystyle x_{4}=-{\sqrt {2-{\sqrt {2}}}}}. |

### Ecuaciones que se convierten en bicuadradas
Si se tiene la ecuación
{\displaystyle ax^{4}+bx^{3}+cx^{2}+dx+e=0\,},
donde se cumple la condición:
{\displaystyle b^{3}-4abc+8a^{2}d=0\,},
la ecuación reducida es una ecuación bicuadrada, dado que {\displaystyle k=0}. Dicha ecuación puede ser encontrada mediante las fórmulas de los coeficientes {\displaystyle j} y {\displaystyle l}, o mediante la transformación {\displaystyle x=w-{\frac {b}{4a}}\ }. Ambos métodos pueden ser laboriosos. Un método más sencillo se obtiene de convertir a la ecuación mónica:
{\displaystyle x^{4}+{\frac {b}{a}}\ x^{3}+{\frac {c}{a}}\ x^{2}+{\frac {d}{a}}\ x+{\frac {e}{a}}\ =0.}
De la condición {\displaystyle b^{3}-4abc+8a^{2}d=0,} se tiene que:
{\displaystyle {\frac {c}{a}}\ ={\frac {2d}{b}}\ +{\frac {b^{2}}{4a^{2}}}\ .}
Entonces se puede escribir:
{\displaystyle x^{4}+{\frac {b}{a}}\ x^{3}+({\frac {2d}{b}}\ +{\frac {b^{2}}{4a^{2}}}\ )x^{2}+{\frac {d}{a}}\ x+{\frac {e}{a}}\ =0.}
Así, la ecuación se expresa en la forma:
{\displaystyle (x^{2}+{\frac {b}{2a}}\ x)^{2}+{\frac {2d}{b}}\ (x^{2}+{\frac {b}{2a}}\ x)+{\frac {e}{a}}\ =0.}
Se puede entonces resolver de forma directa la ecuación cuadrática
{\displaystyle u^{2}+{\frac {2d}{b}}\ u+{\frac {e}{a}}\ =0}
y después la cuadrática
{\displaystyle x^{2}+{\frac {b}{2a}}\ x=u}
para cada valor de {\displaystyle u.}
Otro método posible es expresar la ecuación anterior en la forma:
{\displaystyle (x^{2}+{\frac {b}{2a}}\ x+{\frac {d}{b}}\ )^{2}+{\frac {e}{a}}\ -{\frac {d^{2}}{b^{2}}}=0.}
Así, se resuelve la ecuación cuadrática:
{\displaystyle v^{2}+{\frac {e}{a}}\ -{\frac {d^{2}}{b^{2}}}=0}
y después la ecuación cuadrática
{\displaystyle x^{2}+{\frac {b}{2a}}\ x+{\frac {d}{b}}\ =v}
para los dos valores de {\displaystyle v.}

### Ecuaciones cuasisimétricas
El siguiente tipo de ecuación
{\displaystyle x^{4}+a_{1}x^{3}+a_{2}x^{2}+a_{3}x+m^{2}=0\,}, donde {\displaystyle m={\frac {a_{3}}{a_{1}}}\,},
puede ser resuelto así:
Al dividir la ecuación por {\displaystyle x^{2}}, se obtiene
{\displaystyle x^{2}+{\frac {m^{2}}{x^{2}}}+a_{1}x+{\frac {a_{3}}{x}}+a_{2}=0}
{\displaystyle (x^{2}+{\frac {m^{2}}{x^{2}}})+a_{1}(x+{\frac {m}{x}})+a_{2}=0}
Haciendo cambio de variable:
{\displaystyle z=x+{\frac {m}{x}}}
llegamos a
{\displaystyle z^{2}-2m=x^{2}+{\frac {m^{2}}{x^{2}}}\,},
así:
{\displaystyle (z^{2}-2m)+a_{1}z+a_{2}=0\,}
Esta ecuación da 2 raíces, {\displaystyle z_{1}} y {\displaystyle z_{2}}.
Las raíces de la ecuación original pueden ser obtenidas resolviendo las siguientes ecuaciones cuadráticas:
{\displaystyle {\begin{cases}x^{2}-z_{1}x+m=0\\x^{2}-z_{2}x+m=0\end{cases}}}
Si {\displaystyle a_{0}} no es igual a uno en {\displaystyle a_{0}x^{4}+a_{1}x^{3}+a_{2}x^{2}+a_{3}x+a_{0}m^{2}=0\,}, este método es de todas formas aplicable, luego de dividir la ecuación entre {\displaystyle a_{0}}.
Las ecuaciones cuasisimétricas poseen la siguiente propiedad, que, por otra parte, las define: si {\displaystyle x_{1}}, {\displaystyle x_{2}}, y {\displaystyle x_{3}},{\displaystyle x_{4}} son las raíces de la ecuación, entonces {\displaystyle x_{1}x_{2}=m}. Dado que el producto de las 4 raíces es {\displaystyle m^{2}}, entonces {\displaystyle x_{3}x_{4}=m} necesariamente.

### Ecuaciones simétricas de cuarto grado
Tienen la forma {\displaystyle ax^{4}+bx^{3}+cx^{2}+bx+a=0} con a ≠ 0. Todos los coeficientes son números racionales. Dividiendo entre  {\displaystyle x^{2}} se tiene
{\displaystyle ax^{2}+bx+c+{\frac {b}{x}}\ +{\frac {a}{x^{2}}}\ =0,}
Puede así expresarse la ecuación en la forma:
{\displaystyle a(x^{2}+{\frac {1}{x^{2}}}\ )+b(x+{\frac {1}{x}}\ )+c=0.}
Se realiza el cambio de variable
{\displaystyle z=x+{\frac {1}{x}}}
llegamos a
{\displaystyle z^{2}-2=x^{2}+{\frac {1}{x^{2}}}\,}
para así obtener:
{\displaystyle a(z^{2}-2)+bz+c=0.}
Se resuelve la ecuación anterior, para después resolver
{\displaystyle x^{2}-xz+1=0}
para cada valor de {\displaystyle z.}